# Stanisław Lanckoroński (zm. 1657)
Stanisław Lanckoroński herbu Zadora (ur. 1590, zm. przed 19 lutego 1657) – hetman polny koronny w latach 1654–1657,  wojewoda ruski w latach 1651–1656, wojewoda bracławski w latach 1649–1651, regimentarz koronny w latach 1649–1650, kasztelan kamieniecki w 1649 roku, kasztelan halicki w latach 1646–1649, dworzanin królewski w 1641 roku, starosta stopnicki w 1649 roku, starosta barski, starosta nossowski po 1649 roku, starosta skalski w 1641 roku, starosta ratneński w 1655 roku, pułkownik wojska powiatowego województwa ruskiego w 1652 roku.
Studiował w Lejdzie w 1635 roku, w Orleanie w 1635 roku.
Żonaty z Aleksandrą, córką Zbigniewa i Anny Leńkówny z Rokitnicy. Miał synów Zbigniewa, starostę skalskiego,
Jana, kanonika lwowskiego i kamienieckiego, Hieronima, podkomorzego podolskiego, Przecława, kasztelana czechowskiego, Franciszka, Mikołaja i Marcina, oraz córki Joannę, żonę Andrzeja Światopełka Bolestraszyckiego, i Barbarę.
Poseł na sejm nadzwyczajny 1637 roku, sejm 1641 roku, sejm 1642 roku, sejm 1643 roku.
Był posłem na sejm z województwa ruskiego i sandomierskiego. W młodości służył w wojsku pod dowództwem Stanisława Koniecpolskiego, walcząc zarówno z Tatarami (m.in. pod Martynowem w 1624) jak i ze Szwedami na Pomorzu (gdzie zdobył  okręt szwedzki). Walczył pod Ujściem, pobił chana tatarskiego Gałgę pod Bełzem. Od roku 1646 kasztelan halicki.
W czasie powstania Chmielnickiego obronił skutecznie Kamieniec Podolski przed Kozakami. W czasie sejmu w 1649 roku mianowany przez króla regimentarzem koronnym i kasztelanem kamienieckim. W 1649 roku bronił przed Kozakami Zbaraż. Od roku 1649 wojewoda bracławski i starosta stopnicki. Na sejmie 1649/1650 roku wyznaczony z Senatu na komisarza komisji wojskowej lubelskiej, która zająć się miała wypłatą zaległych pieniędzy wojsku. Brał udział w bitwie pod Beresteczkiem w 1651 r. W 1652 r. został mianowany wojewodą ruskim. W 1653 brał udział w wyprawie żwanieckiej. Od roku 1654 hetman polny koronny.
Odznaczył się w bitwie pod Ochmatowem w 1655 r. z Rosjanami i Kozakami. W czasie potopu szwedzkiego stoczył zwycięską bitwę pod Piątkiem. Niedługo potem doznał jednak porażki w bitwie pod Wojniczem (ocalili go wtedy od śmierci Stefan Bidziński i Wespazjan Kochowski). Odstąpił wraz z wojskiem kwarcianym Jana Kazimierza II Wazę i uznał za króla Karola X Gustawa.
W grudniu 1655 r. powrócił do Jana Kazimierza  i zawiązał konfederację tyszowiecką przeciwko Szwedom. W 1656 r. wziął udział w trzydniowej bitwie pod Warszawą, a w styczniu 1657 r. walczył w bitwie pod Chojnicami. Po wycofaniu się wojsk polskich powrócił na Ruś i zmarł przed 17 lutego. Został pochowany we Lwowie.